# Magnus Gäfgen
Thomas David Lukas Olsen, tidigare känd som Magnus Gäfgen, född 11 april 1975 i Frankfurt am Main, är en tysk barnamördare. År 2002 arresterades han för mordet på 11-årige Jakob von Metzler, son till en välkänd bankir från Frankfurt som var ägare av Metzler Bank. Följande år dömdes han till livstids fängelse. Han är också känd för sin anklagelse mot den tyska polisen för tortyr.
I januari 2015 blev det känt att han hade bytt namn från Magnus Gäfgen till Thomas David Lukas Olsen, inspirerad av Olsen-banden.